# Edward Grzymała

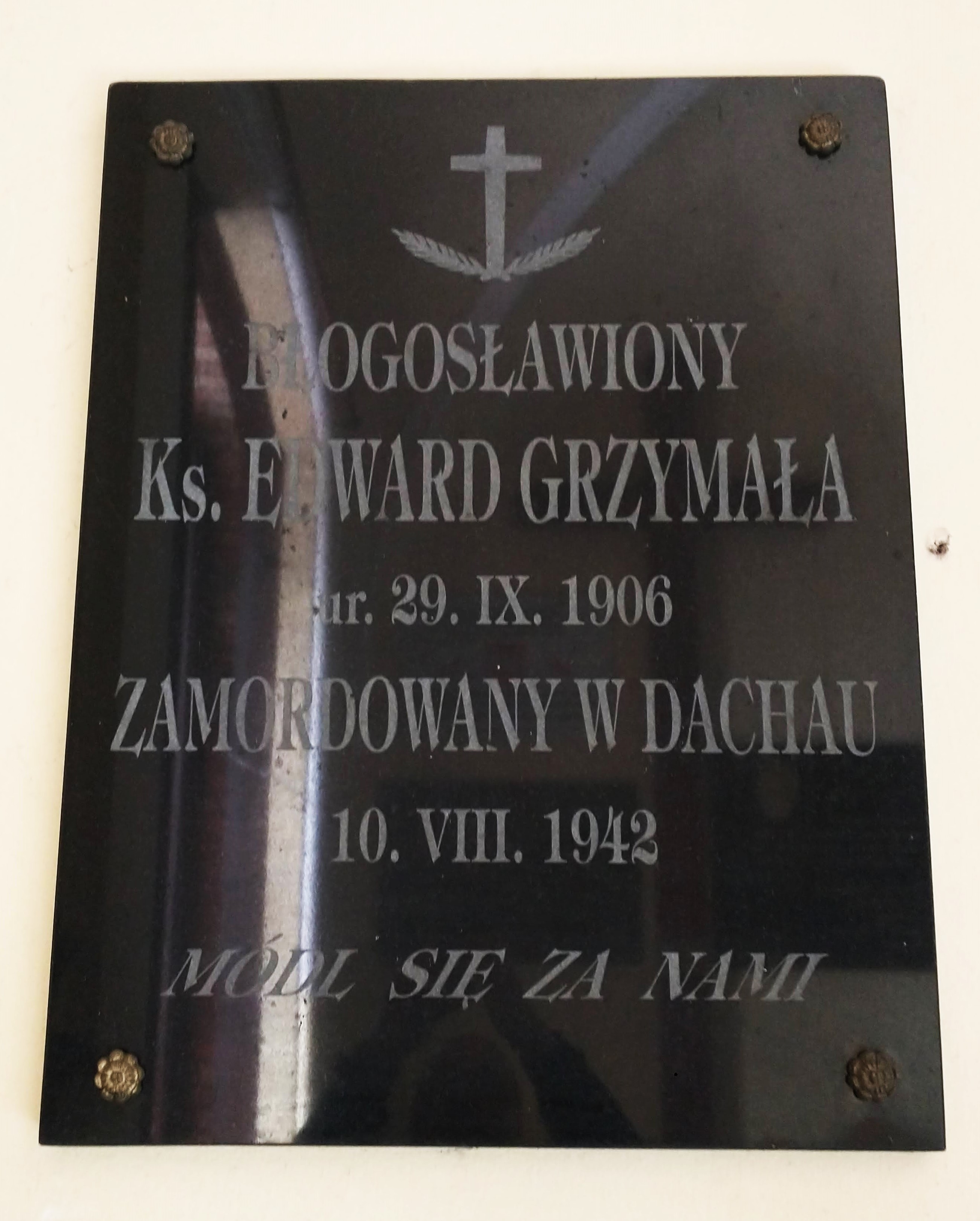
Tablica pamiątkowa w kościele św. Jana Chrzciciela w Sadownem

Edward Grzymała (ur. 29 września 1906 r. w Kołodziążu, zm. 10 sierpnia 1942 r. w Dachau) – polski duchowny katolicki, męczennik, błogosławiony Kościoła katolickiego.

## Biografia
Jesienią 1926 roku wstąpił do włocławskiego wyższego seminarium duchownego, a 14 czerwca 1931 przyjął święcenia kapłańskie. W tym samym roku wyjechał do Rzymu aby studiować na wydziale prawa kanonicznego. W 1935 roku po ukończeniu studiów wrócił do Polski, gdzie był wikariuszem w Lipnie, Koninie i Kaliszu. Współpracował z paulistami przy nowym przekładzie Pisma Świętego. W 1938 roku wrócił do Włocławka. Na początku II wojny światowej na polecenie biskupa przeniósł się do Aleksandrowa Kujawskiego, gdzie zamieszkał u sióstr służebniczek pleszewskich. Wtedy też biskup Karol Radoński mianował ks. Edwarda Grzymałę wikariuszem generalnym diecezji włocławskiej. 26 sierpnia 1940 został aresztowany przez gestapo. Został przewieziony do niemieckiego obozu koncentracyjnego Sachsenhausen (KL), a następnie do obozu Dachau. 10 sierpnia 1942 roku został przydzielony do transportu inwalidów i wysłany do komory gazowej.
Beatyfikowany przez Jana Pawła II 13 czerwca 1999 r. w grupie 108 błogosławionych męczenników.